# Io (mitologie)

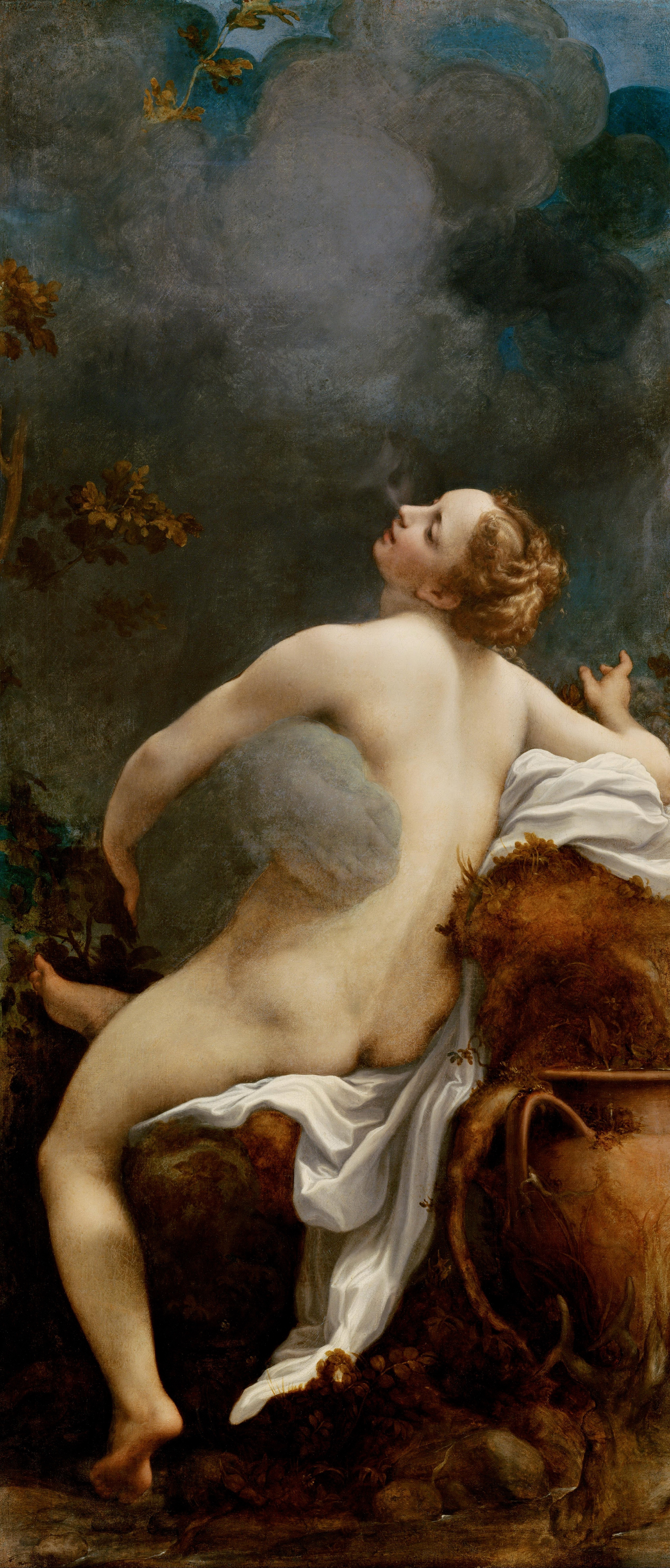
Jupiter și Io
(tablou de Antonio da Correggio)

În mitologia greacă, Io era o tânără din cetatea Argos, preoteasă în templul zeiței Hera. Tatăl ei era un zeu al râului, Inachus, descendent al lui Oceanus. Se spune că Zeus a rămas impresionat de frumusețea acestei fete și s-a îndrăgostit de ea. Conform unei legende iubirea zeului pentru Io a fost cauzată de farmecele făcute de Iynx, fiica nimfei Echo. Tânăra fată a avut într-o noapte un vis, în care i se poruncea să meargă pe malul lacului din Lerna și să i se dăruiască lui Zeus. Io încearcă să refuze o uniune cu zeul, însă tatăl ei, sfătuit de oracolele din oracolul din Delfi și din Dodone, hotărăște să nu stârnească mânia divină și să se supună. Io a mers un câmp, iar Zeus a acoperit-o cu o perdea de nori pentru ca soția lui, Hera, să nu vadă adulterul comis. Hera bănuiește însă aventura, iar Zeus pentru a-și proteja iubita, o transformă într-o frumoasă junincă albă. Zeița însă nu se lasă păcălită și cere drept cadou juninca, apoi o încredințează în paza lui Argus, un monstru cu o sută de ochi și o rudă a tinerei Io.
Făcându-i-se milă de iubita sa, Zeus îi poruncește lui Hermes să îl ucidă pe Argus și să o elibereze pe Io. Folosindu-și bagheta magică, acesta reușește să adoarmă toți cei o sută de ochi ai lui Argus și îl omoară cu o bâtă. Între timp însă, Hera trimite un tăun care să o chinuie pe Io, făcând-o să străbată de furie ținuturile Greciei. Ea străbate țărmurile mării care îi va lua mai târziu numele, Marea Ionică, iar apoi străbate strâmtoarea Bosfor (numele acestei strâmtori înseamnă "vadul vacii", amintinde de mitul lui Io). Întâlnindu-l pe Prometeu în timp ce acesta era înlănțuit în Munții Caucaz, lui Io îi este prezis că își va recăpăta curând forma umană și că va fi strămoașa celui mai mare erou, Heracle. Io își continuă drumul și ajunge în Egipt unde, în cele din urmă, Zeus o preschimbă în om și unde aduce pe lume un copil conceput cu acest zeu, Epafos. Io se căsătorește mai târziu cu regele egiptean Osiris si devine regina Isis.